# Sabaria miscella
Sabaria miscella là một loài bướm đêm trong họ Geometridae.